# Gemeine Löcherbiene

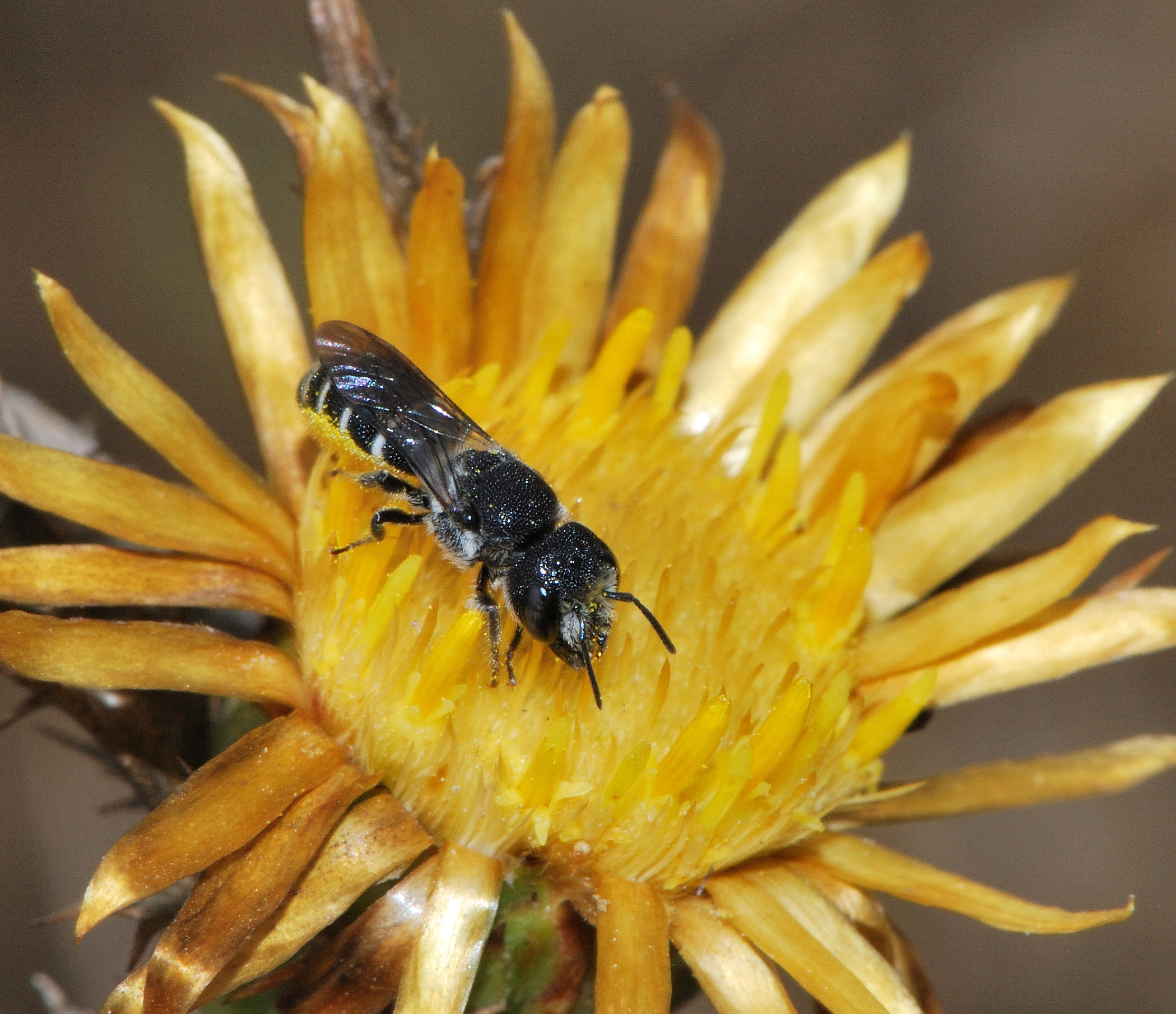
Weibchen beim Blütenbesuch

Die Gemeine Löcherbiene (Heriades truncorum, Syn: Osmia truncorum) ist eine Art der Löcherbienen (Heriades) in der Familie (Megachilidae).

## Merkmale
Die Bienen sind sechs bis acht Millimeter lang. Sie sind im Feld nicht von Heriades crenulatus und Heriades rubicola unterscheidbar. Sie haben eine schwarze Grundfarbe und tragen schmale, weiße Haarfransen an den Hinterrändern der Tergite. Ihr Körper ist etwas kürzer und gedrungener als der von Scherenbienen (Chelostoma). Ihr Kopf ist mit den Mandibeln spitz zulaufend. Die Drohnen haben ein eingekrümmtes Hinterleibsende.

## Verbreitung und Lebensraum
Die Art ist in Europa verbreitet und kommt in den Alpen bis 1600 m Seehöhe vor. Besiedelt werden vor allem Waldränder und Waldlichtungen, Streuobstwiesen mit alten Bäumen, Hecken, alte Weingärten und Gehölze. Die Art tritt auch in Gärten auf. Sie hat anders als die beiden anderen Vertreter ihrer Gattung in Mitteleuropa weniger große Wärmeansprüche und ist daher weiter verbreitet und tritt häufig auf.

## Lebensweise

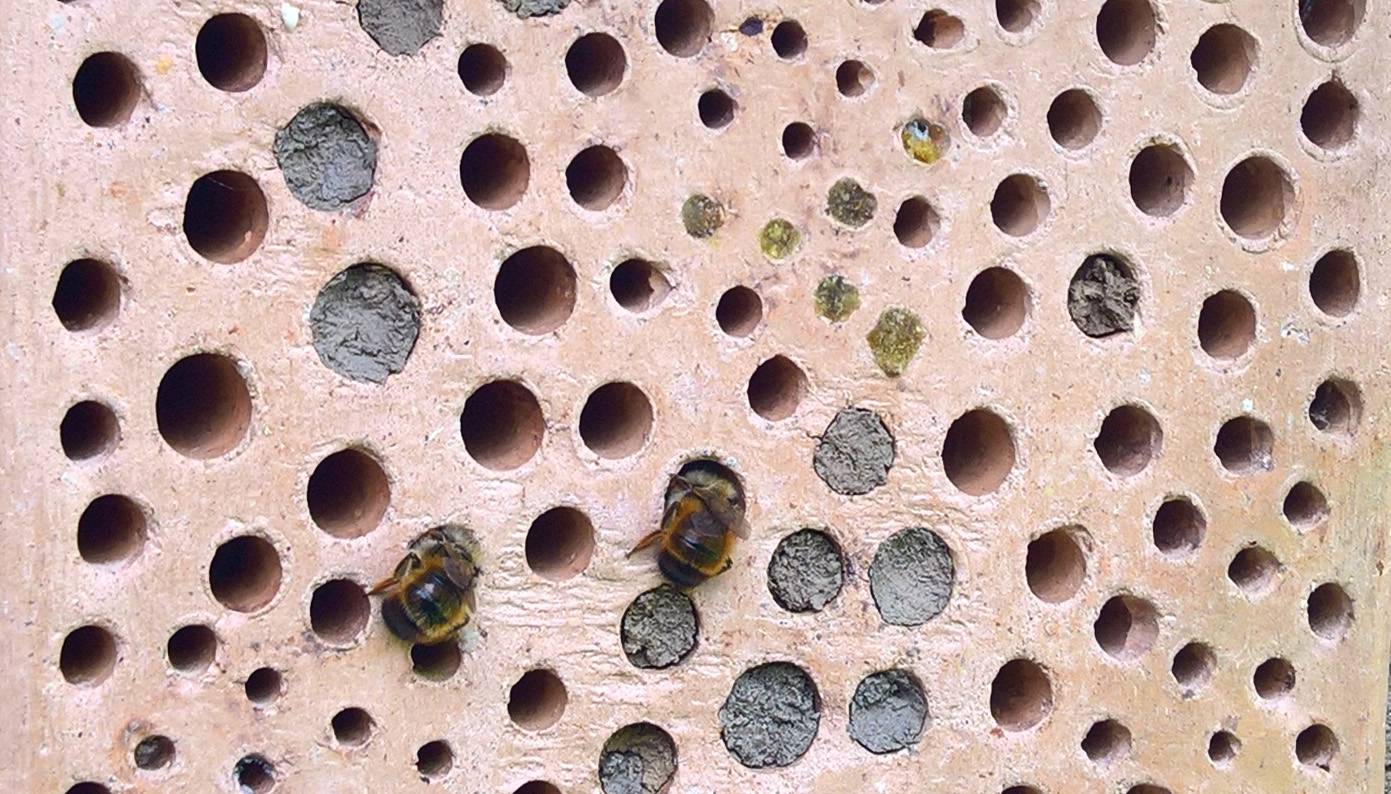
Mauerbienen bei der Arbeit. Baumharz als Verschluss der engeren Öffnungen (rechts oberhalb des Bildzentrums) zeugt von Löcherbienen-Kammern.

Die Weibchen legen ihr Nest in Totholz, etwa in alten Insektenfraßgängen oder in hohlen Pflanzenstängeln, insbesondere von Brombeeren an. Sie nehmen auch künstliche Nisthilfen, etwa Bohrungen in Holz und Stängel von Schilf und Bambus oder Nistziegel aus Ton an. Dabei bevorzugen sie einen Innendurchmesser von 3 bis 3,5 mm. Im Nest werden ein bis 10, meist vier Brutzellen hintereinander angelegt, deren Zwischenwände aus Harz von Nadel- und Laubbäumen bestehen. Auch der Verschluss wird hauptsächlich aus Harz geformt, ist jedoch dicker als die Zwischenwände und wird zusätzlich mit Sandkörnern oder kleinen Pflanzenresten versehen. Pro Zelle unternehmen  Gemeine Löcherbienen im Durchschnitt 34 Sammelflüge. Während eines einzelnen Sammelfluges besuchen sie Blüten von verschiedenen Pflanzenarten. Die Tiere sammeln Nektar und Pollen oligolektisch an Korbblütlern (Asteraceae) und konnten an sehr vielen Arten dieser Pflanzenfamilie nachgewiesen werden. Sie bevorzugen allerdings Schafgarben (Achillea), Wucherblumen (Tanacetum), Alante (Inula) und Ochsenaugen (Buphthalmum).
Sie fliegen in einer Generation pro Jahr von Mitte Juni bis Mitte September, mit der Hauptaktivität von Anfang Juli bis Ende August, in günstigen Jahren auch bis Ende September. Die Männchen fliegen nicht so lange wie die Weibchen. Die Überwinterung erfolgt als Ruhelarve im Kokon.
Als Kuckucksbiene, die die Art parasitiert, ist Stelis breviuscula bekannt, außerdem wird sie von der Keulenwespe Sapygina decemguttata parasitiert.